# Anzhelika Savchenko
Anzhelika Vitaliivna Savchenko (en ucraniano: Анжеліка Віталіївна Савченко, nacida el 11 de agosto de 1982) es una actriz ucraniana de teatro y cine, vinculada con el Teatro Dramático Académico Nacional Iván Frankó.

## Biografía
Savchenko nació en Dnipró el 11 de agosto de 1982. En 1998 se matriculó en la Escuela Estatal de Teatro y Arte de esa ciudad.
Interpretó su primer papel como estudiante de segundo año en la obra de Tennessee Williams Dulce pájaro de juventud, dirigida por Vadym Pinsky, interpretando el papel de Helena en el escenario del Teatro Gorki de Drama y Comedia Rusa. Tras graduarse en 2002, ingresó en el Teatro Nacional Académico de Drama Iván Frankó, donde trabaja hasta la fecha. Aunque está activa principalmente en teatro, ha aparecido en series de televisión populares en su país como Guitar Lessons, Zhenskiy Doctor y Bird in a Cage.

## Filmografía seleccionada
- 2012 - Guitar lessons - Sveta
- 2012 - Anna German. Mystery of the White Angel
- 2013 - Zhenskiy Doctor - Vera Akimova
- 2013 - Bird in a Cage
- 2013 - The Bomb - Periodista
- 2019 - Only a Miracle - Maria

Fuente: